# Pisoniella arborescens
Pisoniella arborescens ist eine Pflanzenart innerhalb der Familie der Wunderblumengewächse (Nyctaginaceae).

## Beschreibung

### Vegetative Merkmale
Pisoniella arborescens wächst als gablig verzweigter Strauch bis etwa 2 Meter hoch. Die einfachen, fast kahlen und kurz gestielten, gegenständigen Laubblätter sind eiförmig und bis 5–6 Zentimeter lang. Sie sind bespitzt bis zugespitzt und ganzrandig.

### Generative Merkmale
Die Blüten stehen in zierlichen, kugeligen und langstieligen, vielblütigen doldigen Blütenständen zusammen. Die grünlich-weißen und kurz gestielten, trichterförmigen, etwa 5 Millimeter langen Blüten mit kurzen, abgerundeten Lappen, sind zwittrig, mit 6 bis 8 vorstehenden, an der Basis kurz verwachsenen Staubblättern. Die Blüten sind jeweils von einem kleinen, meist abfallenden Tragblatt unterlegt. Der Fruchtknoten ist kurz gestielt mit einem langen Griffel mit breit-kopfiger Narbe. Das bis 1 Zentimeter große, kahle und längliche, ledrige Anthokarp der Scheinfrucht ist keulenförmig und leicht fünfkantig und an den Kanten mit klebrigen Wärzchen versehen.

## Verbreitung
Nach Heimerl ist Pisoniella von Mexiko und Zentralamerika bis Peru, Bolivien und Argentinien verbreitet. Pisoniella arborescens wird laut Standley in Zentralmexiko „Jazmincillo“ genannt, weil ihre nachts geöffneten weißlichen Blüten an jene des Jasmins erinnern.

## Systematik
Die Erstbeschreibung erfolgte 1801 unter dem Namen (Basionym) Boerhavia arborescens durch Mariano Lagasca y Segura und José Demetrio Rodríguez in Anales de Ciencias Naturales, Band 4, 12, S. 257–259. Anton Heimerl stellte 1889 die Sektion Pisonia sect. Pisoniella in Nyctaginaceae in Heinrich Gustav Adolf Engler und Karl Anton Eugen Prantl: Die Natürlichen Pflanzenfamilien nebst ihren Gattungen und wichtigeren Arten insbesondere den Nutzpflanzen auf. Durch Paul Carpenter Standley hat sie 1911 in Contributions from the United States National Herbarium, Volume 13, 11, S. 385 den Rang einer Gattung Pisoniella mit der Typusart Pisoniella arborescens (Lag. & Rodr.) Standl. erhalten.
Weitere Synonyme sind Boerhavia arborea Roem. & Schult., Pisonia arborescens (Lag. & Rodr.) Kuntze, Pisonia hirtella Kunth und Pisonia mexicana Willd.
Pisoniella arborescens ist eine von zwei Arten der Gattung Pisoniella innerhalb der Familie der Nyctaginaceae. Die Eigenständigkeit der Gattung Pisoniella wurde 2007 aufgrund genetischer Untersuchungen bestätigt.

### Etymologie und zusätzliche botanische Geschichte
Der Gattungsname Pisoniella ist ein indirekt auf den Arzt und Botaniker Willem Pies (1611–1678) zurückgehendes Eponym. Er setzt sich aus dem Gattungsnamen Pisonia und dem Artepitheton hirtella zusammen. 1889 stellte Anton Heimerl wegen ihrer vielen eigenständigen Merkmale die Art zunächst in eine Sektion Pisoniella innerhalb der Gattung Pisonia mit der einzigen Art Pisonia hirtella Kunth in Humboldt, Bonpland, Kunth (Boerhaavia arborea Lagasca). Heimerl stellte ihr 1901 wegen ihres eigenständigen habituellen Eindrucks und der Blütenverhältnisse die Form Pisonia hirtella fo. glabrata Heimerl hinzu. Sie wurde später ein Synonym von Pisoniella arborescens var. glabrata (Heimerl) Heimerl und der Art Pisoniella glabrata (Heimerl) Standl.